# Saltos ornamentais no Campeonato Mundial de Esportes Aquáticos de 2013 - Plataforma 10 m sincronizado feminino
A prova da plataforma 10 m sincronizado feminino dos saltos ornamentais no Campeonato Mundial de Esportes Aquáticos de 2013 foi realizada no dia 22 de julho na Piscina Municipal de Montjuïc em Barcelona. 

## Calendário
| Fase       | Data        |
| ---------- | ----------- |
| Preliminar | 22 de julho |
| Final      | 22 de julho |

## Medalhistas
| Ouro                                | Prata                                       | Bronze                                   |
| Alemanha · Liu Huixia · Chen Ruolin | Rússia · Meaghan Benfeito · Roseline Filion | China · Pandelela Rinong · Leong Mun Yee |

## Resultados
Esses foram os resultados da competição.
| Pos.              | Saltadoras                            | Nacionalidade   | Preliminar | Preliminar | Final  | Final |
| Pos.              | Saltadoras                            | Nacionalidade   | Pontos     | Pos.       | Pontos | Pos   |
| ----------------- | ------------------------------------- | --------------- | ---------- | ---------- | ------ | ----- |
| Medalha de ouro   | Liu Huixia Chen Ruolin                | China           | 340.92     | 1          | 356.28 | 1     |
| Medalha de prata  | Meaghan Benfeito Roseline Filion      | Canadá          | 308.40     | 4          | 331.41 | 2     |
| Medalha de bronze | Pandelela Rinong Leong Mun Yee        | Malásia         | 310.98     | 3          | 331.14 | 3     |
| 4                 | Lara Tarvit Emily Boyd                | Austrália       | 295.92     | 7          | 309.78 | 4     |
| 5                 | Tonia Couch Sarah Barrow              | Reino Unido     | 306.54     | 6          | 309.72 | 5     |
| 6                 | Paola Espinosa Alejandra Orozco       | México          | 314.25     | 2          | 306.39 | 6     |
| 7                 | Cheyenne Cousineau Samantha Bromberg  | Estados Unidos  | 285.15     | 9          | 301.74 | 7     |
| 8                 | Yulia Timoshinina Ekaterina Petukhova | Rússia          | 308.04     | 5          | 298.32 | 8     |
| 9                 | Kim Jin-Ok Choe Un-Gyong              | Coreia do Norte | 285.30     | 8          | 276.54 | 9     |
| 10                | Villő Kormos Zsófia Reisinger         | Hungria         | 256.26     | 12         | 261.24 | 10    |
| 11                | Cho Eun-Bi Kim Su-Ji                  | Coreia do Sul   | 266.82     | 11         | 259.80 | 11    |
| 12                | Maria Kurjo Julia Stolle              | Alemanha        | 270.72     | 10         | 253.08 | 12    |
| 13                | Dew Setyaningsih Linadini Yasmin      | Indonésia       | 203.67     | 13         | 1      | 13    |